# Яковицкий, Александр Адамович
Алекса́ндр Ада́мович Якови́цкий (укр. Олександр Адамович Яковицький; 15 (28) сентября 1908 — 14 июля 1985) — советский офицер, лётчик-штурмовик, Герой Советского Союза (1945), участник Великой Отечественной войны в должности заместителя командира 140-го гвардейского штурмового авиационного полка 8-й гвардейской штурмовой авиационной дивизии 1-го гвардейского штурмового авиационного корпуса 2-й воздушной армии 1-го Украинского фронта, в послевоенное время командир бомбардировочного полка в Киевском военном округе (КВО), полковник.

## Биография

### Ранние годы
Родился 28 сентября 1908 года в посёлке Еленовские Карьеры, ныне город Докучаевск Донецкой области, в семье крестьянина. Украинец.
Окончил 8 классов. Работал стрелочником на железной дороге.

### Служба в армии
В Красной Армии с 1930 года. В 1933 году окончил Одесскую военную авиационную школу пилотов, в 1934 году — курсы командиров авиационных звеньев. Служил лётчиком в легкобомбардировочных полках Киевского, Харьковского военных округов. Перед войной служил командиром эскадрильи 30-го бомбардировочного авиаполка в Сибирском военном округе. Член ВКП(б) с 1937 года.
На фронтах Великой Отечественной войны с января 1942 года. Воевал командиром эскадрильи, заместителем командира авиаполка на Западном, Калининском, Северо-Западном, Воронежском, Степном, 2-м и 1-м Украинских фронтах.
Участвовал:
- в боевых вылетах в район городов Сухиничи и Киров Калужской области, Белый и Ржев Калининской области — в 1942 году;

- в боях за город Великие Луки и по ликвидации Демянского выступа, в боях на Курской дуге на Обоянском направлении и под Прохоровкой, в освобождении Белгорода, Харькова, Полтавы, в штурмовках противника перед днепровскими плацдармами в Днепропетровской области, в боях на Криворожском направлении — в 1943;

- в освобождении города Кировограда, в Корсунь-Шевченковской, Уманско-Ботошанской, Львовско-Сандомирской операциях, в том числе в штурмовках противника в районах городов Шпола, Шендеровка, Умань, Винница, Немиров, Бельцы, Яссы, Золочёв, Броды, Львов, перед Сандомирским плацдармом, в Карпатско-Дуклинской операции — в 1944;

- в Висло-Одерской операции, в боевых вылетах в район Хмельника, Ченстоховы, Бреслау (Вроцлав), Бунцлау (Болеславец), в Нижне-Силезской, Берлинской и Пражской операциях, освобождении городов Гёрлиц (Горлице), Потсдам, Луккенвальде, Прага — в 1945.

### Подвиг
Гвардии майор Яковицкий к февралю 1945 года совершил 95 боевых вылетов на штурмовку скоплений войск противника и нанёс ему большой урон. Всего за годы Великой Отечественной войны произвёл 129 успешных боевых вылетов и воспитал целый ряд лётчиков-штурмовиков.
Указом Президиума Верховного Совета СССР от 10 апреля 1945 года за образцовое выполнение боевых заданий командования на фронте борьбы с немецко-фашистскими захватчиками и проявленные при этом мужество и героизм гвардии майору Яковицкому Александру Адамовичу присвоено звание Героя Советского Союза с вручением ордена Ленина и медали «Золотая Звезда» (№ 6079).

### После войны
После войны Яковицкий продолжал службу в Центральной группе войск (ЦГВ). В 1951 году окончил Высшие офицерские лётно-тактические курсы. Командовал бомбардировочным полком в Киевском военном округе (КВО).
С 1960 года полковник А. А. Яковицкий — в запасе. Жил в городе Киеве. Работал старшим инженером на заводе.
Умер 14 июля 1985 года. Похоронен в Киеве.

## Награды
- Медаль «Золотая Звезда» Героя Советского Союза[2] (10.04.1945; № 6079);
- два ордена Ленина[2];
- три ордена Красного Знамени[3][4];
- орден Суворова III степени[5];
- орден Отечественной войны I степени[6];
- два ордена Красной Звезды[7];
- медаль «За боевые заслуги»;
- медаль «В ознаменование 100-летия со дня рождения Владимира Ильича Ленина»;
- медаль «За победу над Германией в Великой Отечественной войне 1941—1945 гг.» (9 июня 1945[8]);
- юбилейная медаль «Двадцать лет Победы в Великой Отечественной войне 1941—1945 гг.» (7 мая 1965[9]);
- медаль «За взятие Берлина»;
- медаль «За освобождение Праги».

## Память
- Имя Героя высечено золотыми буквами в зале Славы Центрального музея Великой Отечественной войны в Парке Победы города Москвы.
- Память о А. А. Яковицком увековечена на Аллее Героев в городе Докучаевске.
- На могиле Героя в Киеве установлен надгробный памятник.